# Lagynochthonius nagaminei
Lagynochthonius nagaminei är en spindeldjursart som först beskrevs av Sato 1983.  Lagynochthonius nagaminei ingår i släktet Lagynochthonius och familjen käkklokrypare. Inga underarter finns listade i Catalogue of Life.